# Kaleen
Марі-Софі Крейсль (нім. Marie-Sophie Kreissl нар. 12 листопада 1994, Вельс, Австрія), відома як Kaleen — австрійська співачка, танцюристка та хореографка. Представлятиме Австрію на Пісенному конкурсі Євробачення 2024 з піснею «We will Rave».

## Біографія
Виросла в Рід-ім-Траункрайс у Верхній Австрії. Вона є онукою Ганнелізе Крейсль-Вюрт, композитора, автора текстів і продюсера різних виконавців з різних жанрів хітової та народної музики. Вперше пішла на уроки балету у 2 роки. У 7 років виграла свій перший чемпіонський титул Австрії.

### Кар'єра
Співачка згадує Дуа Ліпу, Little Mix, Аріану Ґранде, Бейонсе та Зару Ларссон як свої музичні впливи.
У 2014 році вона взяла участь у німецькій версії танцювального конкурсу Got to Dance і вийшла у фінал разом зі своїм партнером по танцю. З 2020 року працює хореографкою та режисеркою в ORF, зокрема на шоу Starmania. У 2021 році Kaleen заснувала власний звукозаписний лейбл Wifi Records. Її перший альбом Stripping Feelings вийшов у вересні 2023 року.
З 2018 року співачка також бере участь на таких конкурсах, як Євробачення та Дитяче Євробачення на різних посадах: як дублерка на репетиціях, як танцюристка та хореографка для інтервал-актів на конкурсі 2018 року, як креативна директор Іспанії та Болгарії на Дитячому пісенному конкурсі 2021 року, як креативна директор від Іспанії та генеральна режисерка на конкурсі 2022 року та допомагала створювати виступи на сцені для Австрії, Вірменії, Німеччини та Грузії на конкурсі 2023 року.
16 січня 2024 року було оголошено, що Kaleen обрана представницею Австрії на пісенному конкурсі Євробачення 2024, який відбудеться в Мальме, Швеція. Пісня під назвою «We will Rave» була описана як денс-поп і натхненна техно. Вихід пісні запланований на березень 2024 року.

## Дискографія

### Альбоми
| Назва              | Деталі                                                                                        |
| ------------------ | --------------------------------------------------------------------------------------------- |
| Stripping Feelings | - Вийшов: 22 вересня 2023 - Лейбл: Wifi Records - Формат: Онлайн, прослуховування в інтернеті |

### Сингли
| Назва                       | Рік  | Альбом                |
| --------------------------- | ---- | --------------------- |
| «Too Good to Not»           | 2021 | Не входить до альбому |
| «Don't Wanna Leave You Now» | 2021 | Не входить до альбому |
| «Games»                     | 2022 | Не входить до альбому |
| «Put You Down»              | 2022 | Не входить до альбому |
| «What It Feels Like»        | 2023 | Stripping Feelings    |
| «Taking Chances»            | 2023 | Stripping Feelings    |